# Sooley Dam
Sooley Dam är en dammbyggnad i Goulburn i New South Wales i Australien. Den dämmer upp Sooley Creek och bildar Lake Sooley. Dess kapacitet är 6,25 miljarder liter och den utgör en del av Goulburns vattenförsörjning. Dammbyggnaden är 15 meter hög och uppförd i betong. Bygget av Sooley Dam inleddes 1928 av Thomas Connell, vars anbud på 23 967 pund var det lägsta. Fritidsaktiviteter vid Sooley Dam är förbjudna i syfte att skydda vattenkvaliteten.